# Período geológico
| Correspondencia entre unidades geocronológicas y cronoestratigráficas |                                        |
| Geocronológicas (tiempo)                                              | Cronoestratigráficas (cuerpos de roca) |
| Eón                                                                   | Eonotema                               |
| Era                                                                   | Eratema                                |
| Período                                                               | Sistema                                |
| Época                                                                 | Serie                                  |
| Edad                                                                  | Piso                                   |
| Cron                                                                  | Cronozona                              |

Un período geológico es una unidad geocronológica formal de la escala temporal geológica que representa el tiempo correspondiente a la duración de un sistema, una de las unidades cronoestratigráficas en que se divide el registro geológico de la historia de la Tierra. Por ejemplo, las rocas del sistema Silúrico se formaron durante el periodo Silúrico, o los fósiles que encontramos en rocas del sistema Jurásico pertenecen a organismos que vivieron durante el periodo Jurásico.
Los periodos son subdivisiones de las eras geológicas y se dividen a su vez en épocas. Suelen reflejar cambios mayores en las biotas de cada era o aspectos mayores de condiciones climáticas y geológicas. Hay 12 periodos definidos para el eón Fanerozoico, que se dividen en 38 épocas y otros 10 para el eón Proterozoico, no subdivididos en unidades menores. La duración estimada de cada uno de los diferentes periodos va desde los 30 a los 80 millones de años, a excepción del Cuaternario que abarca solo unos 2,58 millones de años y los periodos del Proterozoico, a los que se les han asignado, por convenio, duraciones del orden de los 200 millones de años. Para los eones más antiguos del Precámbrico (Hádico y Arcaico) no se han podido establecer divisiones en periodos debido, principalmente, a lo limitado y complejo del registro geológico, profundamente alterado o destruido en su mayor parte por la geodinámica cortical posterior.
La mayoría de los nombres de los periodos del Fanerozoico han sido usados desde los albores de la historia de la geología moderna, sin embargo los del Proterozoico han sido establecidos a finales del siglo XX. Los periodos del Fanerozoico adoptan sus nombres de las unidades cronoestratigráficas equivalentes a cada uno, las cuales poseen nombres de orígenes muy diversos. Los hay que proceden de localidades o regiones geográficas (como Devónico, del condado de Devon, Pérmico, de la ciudad de Perm o Jurásico, de los montes del Jura), alguno es relicto de terminologías ahora en desuso (como el Cuaternario, que procede de la antigua división de las eras como Primaria, Secundaria, Terciaria y Cuaternaria), otros tienen su origen en materiales litológicos significativos formados durante ese intervalo de tiempo (como Sidérico, del hierro, Carbonífero, del carbón, o Cretácico, de la creta), otros proceden de la historia humana (nombres de antiguas tribus celtas, como Ordovícico o Silúrico) y, excepcionalmente, uno procede de aspectos paleoclimáticos (el Criogénico, que pretende reflejar una fase muy fría de la historia de la Tierra).
Ninguno de los periodos del Proterozoico, a excepción del Ediacárico, procede de una unidad cronoestratigráfica equivalente, y han sido establecidos directamente como unidades geocronométricas, es decir sus límites cronológicos son edades absolutas consensuadas internacionalmente.

## Los períodos en la escala de tiempo geológico
Las siguientes líneas de tiempo muestran la escala del tiempo geológico: la 1.ª muestra el tiempo completo desde la formación de la Tierra hasta el presente; la 2.ª muestra una vista ampliada del eón más reciente; la 3.ª la era más reciente; la 4.ª el período más reciente; y la 5.ª la época más reciente. Los colores son los estándares para representar las rocas según su edad de formación en los mapas geológicos internacionales.
Como ejemplo: el eón Fanerozoico se divide en tres eras: Paleozoico, Mesozoico y Cenozoico. La era Cenozoico se divide en tres periodos: Paleógeno, Neógeno y Cuaternario. El periodo Paleógeno se divide en tres épocas: Paleoceno, Eoceno y Oligoceno. La época Paleoceno se divide en tres edades: Daniense, Selandiense y Thanetiense.
El periodo Carbonífero se divide en dos subperiodos, Misisípico y Pensilvánico, tradicionalmente considerados con el rango de periodo en Norteamérica.